# Мосальское (Воронежская область)
Мосальское — село Каширского района Воронежской области.
Административный центр Мосальского сельского поселения.

## География

### Улицы
- ул. 1 Мая,
- ул. 9 Января,
- ул. Заречная,
- ул. К. Маркса,
- ул. Мичурина,
- ул. Садовая,
- ул. Светлый Луч,
- ул. Советская.